# Pich
Pich es una localidad del estado méxicano de Campeche. Es parte del Municipio de Campeche.
La Localidad tiene el título de Junta Municipal y abarca las localidades de: Pich, Kikab, Nuevo Pénjamo, Melchor Ocampo, Nueva Esperanza y Bolonchén Cahuich. 

## Toponimia
Pich en idioma maya es el nombre de un árbol (Enterolobium cyclocarpum) común en la península de Yucatán. En otras partes se llama guanacaste u orejón, probablemente por la similitud del fruto a una oreja. El nombre de Pich es usado como toponímico y patronímico.

## Sitio arqueológico
Hay en la localidad yacimientos arqueológicos mayas precolombinos que corresponden a la influencia mayor de Edzná en cuyas cercanías se encuentra el poblado de Pich.